# Gobernación de Kalkilia
La gobernación de Kalkilia (en árabe : محافظة قلقيلية muħāfaẓah Qāqīlyah) es una de las dieciséis gobernaciones del Estado de Palestina, ubicada en el noroeste de Cisjordania.Limita al norte con la Gobernación de Tulkarem, al sur con la Gobernación de Salfit y al este con la Gobernación de Nablus. Posee una superficie de 164 km² y una población estimada en 100.753 para el año 2007. Su capital o muhfaza (asiento) es la ciudad de Kalkilia, que bordea la Línea Verde, es decir, la frontera con el Estado de Israel.

## Municipios
- Azzun
- Hableh
- Kalkilia
- Kafr Thulth

## Pueblos y Villas
- Azzun 'Atma
- Baqah
- Baqat al-Hatab
- Beit Amin
- Hajjah
- Immatain
- Islah
- Jayyous
- Jinsafut
- Jit
- Kafr Laqif
- Kafr Qaddum
- An Nabi Elyas
- Ras Atiya
- Sanniriya
- Fara'ata